# 雨鼓
雨鼓（直譯為「堡壘」），是阿爾巴尼亞作家伊斯梅爾·卡達萊的小說，1970在地拉那首次出版。該書講述了斯坎德培時期阿爾巴尼亞與鄂圖曼帝國之間的戰爭。1971年，該書由優素福·弗里奧尼翻譯成法文，使用「雨鼓」（Les Tambours de la pluie）名稱出版；之後又由大衛·貝洛斯翻譯成英文，使用使用「圍城」（The Siege）名稱出版。 貝洛斯在他的後記中暗示，此書是模仿馬林·巴列提的《斯庫台之圍》寫成。

## 情節
該書描寫15世紀鄂圖曼帝國圍攻一座阿爾巴尼亞的堡壘，鄂圖曼軍隊統帥烏古爾魯·圖爾桑帕夏的命運將會由這場戰爭的結果決定，他窮盡辦法（轟炸、斷水、挖地道、散布瘟疫）卻都無法攻破這座堡壘。阿爾巴尼亞軍隊領袖斯坎德培進行了抵抗，並在夜間襲擊了鄂圖曼軍隊的營地。

## 結構
該書的結構是由以第三人稱描寫鄂圖曼攻城者的長章與阿爾巴尼亞守城者的第一人稱敘述交替組成的。